# Cage de Faraday
Ne doit pas être confondu avec Cavité de Faraday.

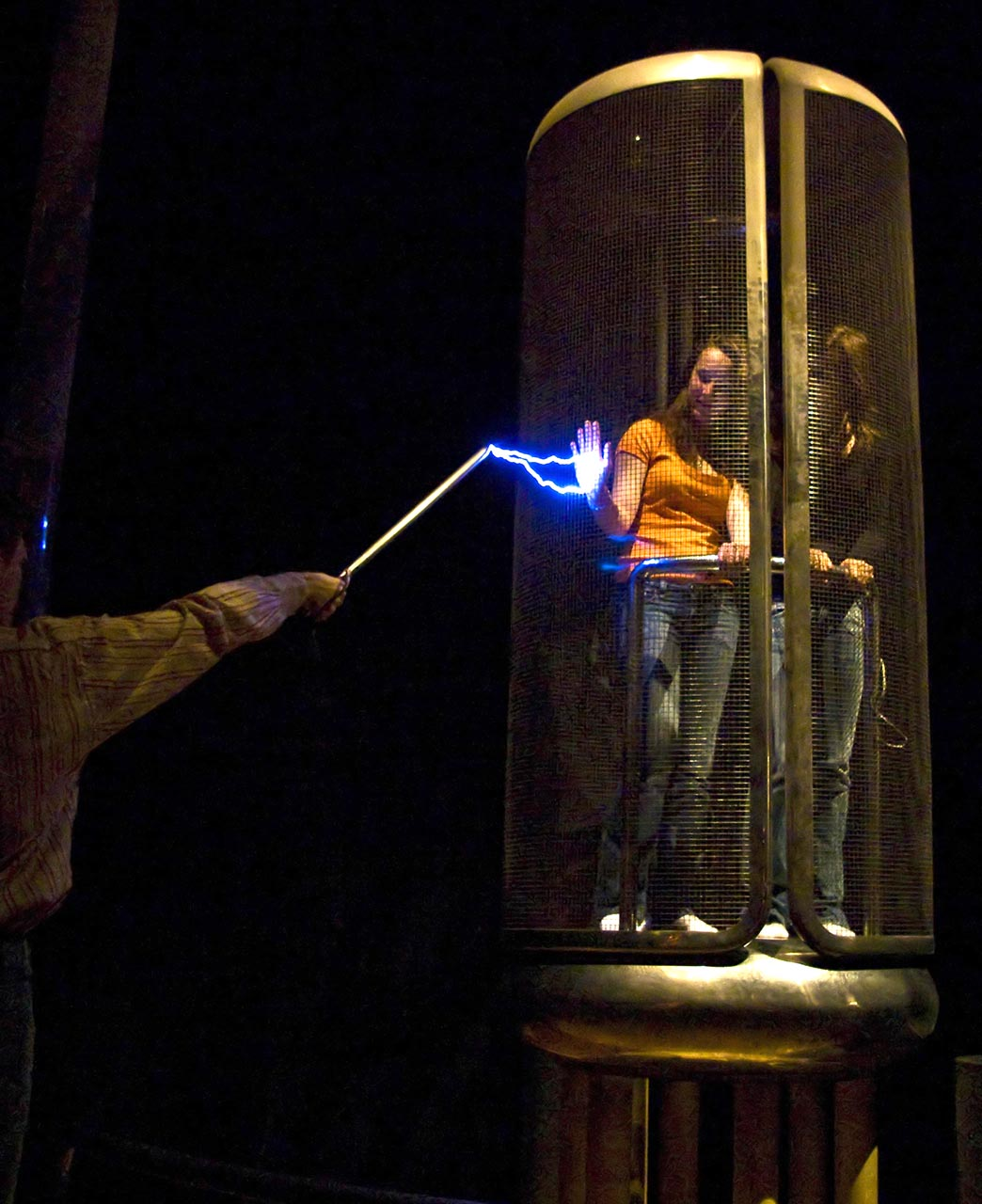
L'expérience de la cage de Faraday au Palais de la découverte à Paris. La personne dans la cage ne ressent pas l'arc électrique : elle y est protégée.

Une cage de Faraday ou bouclier de Faraday est une enceinte utilisée pour bloquer les champs électromagnétiques. Un écran de Faraday peut être constitué d'un revêtement continu de matériau conducteur, ou dans le cas d'une cage de Faraday, d'un maillage de tels matériaux. Les cages de Faraday portent le nom du scientifique Michael Faraday, qui les a inventées en 1836.
Une cage de Faraday fonctionne parce qu'un champ électrique externe provoque la répartition des charges électriques dans le matériau conducteur de la cage de sorte qu'elles annulent l'effet du champ à l'intérieur de la cage. Ce phénomène est utilisé pour protéger les équipements électroniques sensibles (par exemple les récepteurs radio) des interférences radioélectriques externes lors de tests ou de calibration de l'appareil. Ils sont également utilisés pour protéger les personnes et les équipements contre les courants électriques réels tels que les impacts de foudre et les décharges électrostatiques, car la cage enveloppante conduit le courant autour de l'extérieur de l'espace clos et aucun courant ne traverse l'intérieur.
Les cages de Faraday ne peuvent pas bloquer les champs magnétiques stables ou variant lentement, tels que le champ magnétique terrestre (une boussole fonctionnera toujours à l'intérieur). Dans une large mesure, cependant, ils protègent l'intérieur du rayonnement électromagnétique externe si le conducteur est suffisamment épais et que les trous sont nettement plus petits que la longueur d'onde du rayonnement. Par exemple, certaines procédures de test informatique judiciaire de systèmes électroniques qui nécessitent un environnement exempt d'interférences électromagnétiques peuvent être effectuées dans une pièce blindée. Ces pièces sont des espaces entièrement délimités par une ou plusieurs couches de treillis métallique fin ou de tôle perforée. Les couches métalliques sont mises à la terre pour dissiper tous les courants électriques générés par les champs électromagnétiques externes ou internes et bloquent ainsi une grande partie des interférences électromagnétiques. Voir aussi blindage électromagnétique. Ils atténuent moins les transmissions sortantes que les transmissions entrantes : ils peuvent bloquer très efficacement les ondes EMP des phénomènes naturels, mais un dispositif de localisation, en particulier dans les hautes fréquences, peut être capable de pénétrer depuis l'intérieur de la cage (par exemple, certains téléphones portables fonctionnent à différentes fréquences radio, donc même si une fréquence peut ne pas fonctionner, une autre le fera).
La réception ou la transmission d'ondes radio, une forme de rayonnement électromagnétique, vers ou depuis une antenne à l'intérieur d'une cage de Faraday est fortement atténuée ou bloquée par la cage ; cependant, une cage de Faraday a une atténuation variable en fonction de la forme d'onde, de la fréquence ou de la distance du récepteur/émetteur et de la puissance du récepteur/émetteur. Les transmissions de fréquence à haute puissance en champ proche comme la RFID HF sont plus susceptibles de pénétrer. Les cages solides atténuent généralement les champs sur une gamme de fréquences plus large que les cages grillagées.

## Histoire
En 1836, Michael Faraday a observé que l'excès de charge sur un conducteur chargé ne résidait que sur son extérieur et n'avait aucune influence sur quoi que ce soit enfermé à l'intérieur. Pour démontrer ce fait, il a construit une pièce recouverte d'une feuille de métal et a permis aux décharges à haute tension d'un générateur électrostatique de frapper l'extérieur de la pièce. Il a utilisé un électroscope pour montrer qu'il n'y avait aucune charge électrique présente à l'intérieur des murs de la pièce.
Bien que cet effet de cage ait été attribué aux expériences de seau à glace que Faraday a réalisées en 1843, Jean Antoine Nollet avait observé l'effet dès 1754 (dans ses Leçons de physique expérimentale)[réf. souhaitée], suivi en 1755 par Benjamin Franklin, qui a observé l'effet en abaissant une boule de liège non chargée suspendue à un fil de soie à travers une ouverture dans une boîte métallique chargée électriquement. D'après ses écrits, « le bouchon n'a pas été attiré à l'intérieur de la boîte comme il l'aurait été à l'extérieur, et bien qu'il ait touché le fond, pourtant, une fois tiré, il n'a pas été électrifié (chargé) par ce contact, comme cela aurait été le cas en touchant l'extérieur. Le fait est singulier. »
Franklin avait découvert le comportement de ce que nous appelons maintenant une cage ou un bouclier de Faraday (basé sur les expériences ultérieures de Faraday qui dupliquaient le bouchon et la canette de Franklin).
De plus, dès 1754, l'abbé Nollet publia un premier compte rendu d'un effet attribuable à l'effet cage dans ses "Leçons de physique expérimentale".

## Principe

Animation montrant le fonctionnement d'une cage de Faraday (boîte). Lorsqu'un champ électrique externe (flèches) est appliqué, les électrons (petites boules) dans le métal se déplacent vers le côté gauche de la cage, lui donnant une charge négative, tandis que la charge déséquilibrée restante des noyaux donne au côté droit une charge positive. Ces charges induites créent un champ électrique opposé qui annule le champ électrique externe dans tout le boîtier.

Telle qu'elle a été étudiée par Michael Faraday lors de ses travaux sur les conducteurs, la cage de Faraday est une enceinte en aluminium conductrice qui est reliée à la terre de façon à maintenir son potentiel fixe ; elle est étanche aux champs électriques (créés par la simple présence d'une différence de potentiel, sans qu'un courant soit nécessaire), que la source perturbatrice se trouve à l'intérieur ou à l'extérieur de la cage.
Cette structure peut également avoir un effet indirect de protection contre les perturbations d'origine électromagnétique (dues à un courant). On parle alors plutôt de blindage électromagnétique.
Pour cet usage, il n'est pas nécessaire que la structure soit reliée à la terre ; mais l'efficacité est fortement influencée par la fréquence de la perturbation, la conductivité et la perméabilité magnétique du matériau dont elle est faite.

## Constitution
L’enceinte métallique doit en principe être fermée de chaque côté. Mais elle peut aussi être constituée de grillage ajouré.
Un grillage avec une maille de quelques centimètres agit comme un miroir sur une onde décimétrique, comme cela est utilisé dans les miroirs primaires des radiotélescopes (Effelsberg, Nançay). Plus la fréquence de l'onde est élevée (donc plus sa longueur d'onde est courte), plus la maille doit être petite.

## Constitution de cage industrielle

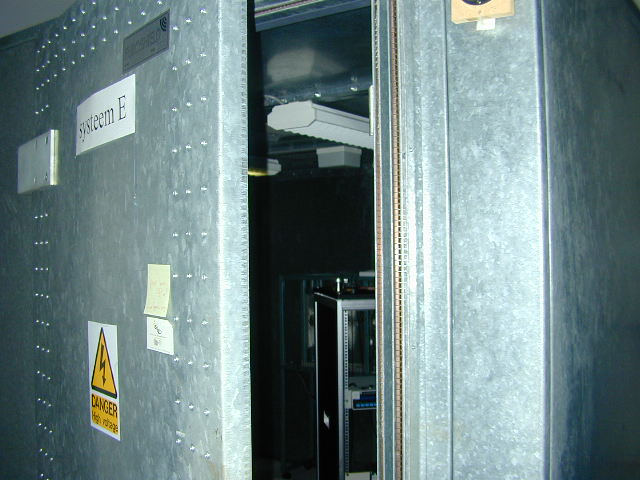
Cage de Faraday.

Les performances et le coût d'une cage tiennent pour l'essentiel dans ses accessoires : portes, fenêtres, passages pour la ventilation (nid d'abeilles), et les fluides (coupe ondes). Les conducteurs pénétrant et sortant de la cage doivent être munis de filtres radioélectriques sinon, les conducteurs se comportent comme des antennes et diminuent très fortement les performances globales de la cage.
Il existe trois techniques principales de réalisation des cages de Faraday industrielles :
Dans les trois techniques principales, il est possible d'y adjoindre des fenêtres. Néanmoins les fenêtres ont une efficacité limitée (environ 80 dB) faisant chuter les performances globales de la cage de Faraday. C'est pourquoi dans de nombreuses applications pour préserver le niveau de blindage global de la cage, on installe des caméras vidéo blindées.

### Cages modulaires
Elles sont réalisées à l'aide de bacs en acier pliés ou à l'aide de panneaux en bois revêtus sur les deux faces d'une feuille d'acier. Les bacs sont assemblés entre eux à l'aide de boulons. Les panneaux en bois sont assemblés à l'aide de profils d'assemblage en acier.
Avantage des bacs : insensibilité à l'humidité et aux variations hygrométriques. Bonne tenue dans le temps de la géométrie.
Avantage des panneaux : ils peuvent être recoupés. Les dimensions de la salle peuvent être modifiées.
Les cages modulaires permettent d'atteindre des performances supérieures à 130 dB à 1 GHz.

### Cages architecturales en cuivre
Elles sont réalisées à l'aide d'un feuillard de cuivre de 0,2 ou 0,3 mm qui est posé en recouvrement et brasé en continu à l'étain.
Cette technique est utilisée dans les locaux de grandes dimensions et permet de s'adapter aux géométries complexes (coins, décrochements, poutres, piliers).
Il n'y a pas de perte de place, le cuivre s'appliquant directement sur les murs.
Les cages en cuivre permettent d'atteindre des performances supérieures à 120 dB à 1 GHz.

### Cages architecturales en tissu métallisé
La cage est réalisée à l'aide d'une tapisserie métallisée posée à l'aide de colle. Cette technique présente les mêmes avantages que les cages cuivre.
Les performances atteintes sont supérieures à 60 dB à 100 MHz. Ces performances suffisent pour quelques applications.

## Exemples d'application
- L’automobile est une cage de Faraday courante, qui, bien qu'imparfaite, joue parfois bien son rôle. L’utilisation de matériaux composites non conducteurs ainsi que les ouvertures vitrées font que, suivant le modèle, l’automobile n'est que rarement une bonne cage de Faraday.
- Les avions afin de protéger l'équipage et les passagers des foudroiements sont des cages de Faraday[4].
- Le boîtier métallique des ordinateurs constitue également une cage de Faraday. Si ce boîtier est non métallique (plastique), il est, pour répondre aux normes de radio-compatibilité, doublé aux endroits stratégiques d'une fine feuille métallique reliée à la masse électrique de la machine.
- En général, beaucoup d'appareils électroménagers sont équipés de blindages internes formant des cages de Faraday au moins pour les parties sensibles. Bien souvent pour des impératifs de coûts de construction, les feuilles métalliques de blindage sont remplacées par une couche d'un matériau conducteur appliqué par projection sur l'intérieur de la carrosserie faite de matériaux isolants. Exemple : un four à micro-ondes est composé d'une cage de Faraday dans laquelle on place les aliments à chauffer, et la porte est munie d'un grillage assez fin pour retenir les ondes et assez grand pour permettre de voir à l'intérieur. Cela du moins en théorie, car en pratique des tests réalisés avec des appareils de mesure de rayonnements hautes fréquences mettent en évidence des fuites sur de nombreux modèles actuellement commercialisés.[réf. nécessaire] Ces fuites peuvent notamment affecter la qualité des réseaux Wi-Fi ; il n'est pas rare d'observer des déconnexions du Wi-Fi — voire des pertes de signal — lorsqu'un four à micro-ondes est mis en fonctionnement, les fréquences utilisées étant sensiblement les mêmes.
- Les appareils d'IRM sont entourés d'une cage de Faraday pour isoler la pièce des ondes pouvant interférer avec les ondes de radiofréquence émises par le générateur d'ondes radio.
- Les équipements d'électrophysiologie sont toujours entourés d'une cage de Faraday, pour maintenir le bruit parasite faible, augmentant ainsi le rapport signal sur bruit.
- Les câbles coaxiaux utilisent le principe de cage de Faraday pour transmettre un signal en le protégeant des perturbations électromagnétiques environnantes.
- Certaines montres antimagnétiques (résistantes aux ondes magnétiques qui dérèglent leur bon fonctionnement) possèdent une cage de Faraday autour de leur mouvement pour les protéger.